# Konjska glava (brdo)
Konjska glava je brdo na području Grada Otočca. Najbliža naselja su Glibodol, Dabar i Zapolje te krško Dabarsko polje. Najviši vrh brda je na 967 metara nadmorske visine. 
Pučka predaja dovodi u svezu ime brda s bitkom s Turcima kod Dabra iz 1527. godine. Prema predaji, brdo je dobilo ime po tome što su na njemu najprije naišli na mrtvog konja turskog zapovjednika (Osman-age Glumca). Po osmanskom zapovjedniku zove se obližnje Osmanagino polje, gdje su ga po predaji našli mrtva u šupljem drvu u kojem se skrio.

## Vanjske poveznice
- Marica Draženović: Dabarska brda i brežuljci: Brdo Konjska glava, Dabar, NV 967 m  Arhivirana inačica izvorne stranice od 20. studenoga 2020. (Wayback Machine) Poslano 7. prosinca 2008. Cro-eu.